# Escuela de Postgrado de Guionistas y Directores
La Escuela de Postgrado de Guionistas y Directores o bien Cursos superiores de Guionistas y Directores de Cine (en ruso: Высшие курсы сценаристов и режиссёров) es una institución independiente del sistema educativo estatal en Moscú, Rusia que ofrece educación de postgrado, así como la educación profesional de segundo grado en la cinematografía. Fundada en 1963 en tiempos de la desaparecida Unión Soviética, pero trazando su historia desde 1956, esta organización es la escuela más antigua de Rusia dedicada a atender a las personas con necesidades de educación superior para  profesionales en las principales ocupaciones cinematográficas: Director de cine, guionista y productor.